# Фаца Шора
Фаца Шора је повремени речни ток и пећина формирана водама понора, налазе се на западним обронцима планине Мироч.
Речни ток и понорница сезонског карактера, дужине је 1,1km и површине слива 0,5km². Настаје спајањем мањих повремених токова источно од Голубиње главе и јужно од Бошњачке баре на Мирочу. Након тока по вододржљивим пешчарима и глинцима доњокредне старости понире испод одсека горњојурских кречњака на 390 м.н.в.
Истоимена пећина дужине 526m и дубине 266m, формирана је водама истоименог понора. Има највећи вертикални канал (80m) од свих спеололошких објеката Ђердапа. На 130m дубине повремено се формира чеп од наносног материјала и тада није могућ пролазак у дубље делове објекта. Завршни канал вертикално се спушта до сифонског језера, чији ниво представља висину карстне издани у овом делу Мироча. Фаца Шора је део хидролошког система на западном контакту мирочког краса, чије се воде процеђују ка извору Беле Воде.